# Église d'Adelsö
L'église d'Adelsö (en suédois Adelsö Kyrka) est une église située sur l'île d'Adelsö, dans la commune d'Ekerö du comté de Stockholm en Suède. Elle se trouve à proximité immédiate du domaine royal de Hovgården actif de l'âge des Vikings au Moyen Âge. L'église fut construite au XIIe siècle dans un style roman. Deux pierres runiques se trouvent dans l'église: les pierres U 1 et U 10.